# 美國獨立黨
美国独立党（英語：American Independent Party，縮寫：AIP）是美国成立于1967年的极右翼政党。美国独立党以提名阿拉巴马州前州长乔治·华莱士而闻名。华莱士在1968年的总统大选中，凭借反对理查德·尼克松和休伯特·汉弗莱和主张种族隔离主义“法律与秩序”纲领，赢得了五个州的支持。该党于1976年分裂为现在的美国独立党和美国人党。从1992年到2008年，该党是美国宪法党在加州的分支机构。在2016年美国总统选举期间，该党退出宪法党引发了一场领导层争议。